# جان چارلز ویت
موسیقی دان
جان چارلز ویت (به انگلیسی: John Charles Waite) (متولد ۴ ژوئیه ۱۹۵۲ در لنکستر) یک موسیقی دان انگلیسی است.

## معرفی هنرمند
جان ویت در گروه‌های Bad English و The Babys به عنوان خواننده فعالیت داشت. ویت اولین بار به عنوان خواننده و نوازنده گیتار بیس در گروه راک انگلیسی The Babys شروع به فعالیت کرد. دو تک آهنگ از این گروه در جدول بیلبورد هات ۱۰۰ با نام Isn't It Time در سال ۱۹۷۷ و Everytime I Think of You در سال ۱۹۷۹ قرار گرفتند. این گروه پنج سال فعالیت داشت و پنج آلبوم منتشر کردند و پس از آن گروه در اکتبر ۱۹۸۰ منحل شد. پس از آن جان ویت تصمیم گرفت که به صورت انفرادی به حرفه خود ادامه بدهد. در سال ۱۹۸۲ آلبوم Ignition منتشر شد و تک آهنگ برتر این آلبوم "Change" در جدول مین استریم راک در رتبه شانزدهم قرار گرفت، همچنین موزیک ویدیو این آهنگ در کانال جدید ام تی وی پخش شد و محبوبیت بسیار زیادی به دست آورد. البته این آهنگ در سال ۱۹۸۱ توسط گروه دیگری منتشر شده بود. این آهنگ در سال ۱۹۸۵ به عنوان موسیقی متن در فیلم Vision Quest گنجانده شد. زمانی که دوباره آهنگ منتشر شد در جدول هات ۱۰۰ این آهنگ رتبه پنجاه را به دست آورد. آلبوم بعدی او با نام No Brakes منجر به موفقیت و توجه بین‌المللی به او شد و این آلبوم در آمریکا جز ۱۰ آلبوم برتر زمان خودش بود. آهنگ "Missing You" از همین آلبوم رتبه اول در بیلبورد هات ۱۰۰ را به دست آورد. فروش آلبوم No Brakes در آن زمان بیش از یک میلیون نسخه بود همچنین این آلبوم استاندارد طلایی از سوی RIAA دریافت کرد. آهنگ "Tears" از این آلبوم در جدول تاپ ۱۰ مین استریم راک قرار گرفت. آلبوم سوم در سال ۱۹۸۵ با نام Mask of Smiles منتشر شد آهنگ "Every Step Of The Way" در جدول بیلبورد هات ۱۰۰ به رتبه بیست و پنجم رسید و در بین ۳۰ آهنگ برتر قرار گرفت. آهنگ دیگر از این آلبوم با نام "Welcome To Paradise" در جدول بیلبورد هات ۱۰۰ رتبه هشتاد و پنجم را داشت، این آلبوم در آن زمان در بین ۴۰ آلبوم برتر قرار گرفت. در سال ۱۹۸۸ ویت به همراه اعضای سابق گروه Babys جاناتان کین و ریکی فیلیپس گروه Bad English را تشکیل دادند. در سال ۱۹۸۹ آهنگ "When I See You Smile" از این گروه در رتبه اول بیلبورد هات ۱۰۰ قرار گرفت و گواهی طلایی را به دست آورد. آلبوم اول گروه در تاپ ۵ بیلبورد قرار گرفت و تنها در آمریکا ۲ میلیون نسخه از آن به فروش رسید. این گروه در دوره فعالیتشان دو آلبوم منتشر کردند و در سال ۱۹۹۲ به دلیل تنش و مشکلات بین اعضای گروه از هم پاشید. بعد از آن ویت به کار انفرادی خود بازگشت. او در سال ۲۰۰۳ Rough And Tumble منتشر کرد و در همان سال به همراه گروه Ringo Starr & His All-Starr Band توری را برگزار کردند. در سال ۲۰۰۶ آهنگ Missing You به عنوان یک قطعه موسیقی دو نفره با آلیسون کراوس منتشر شد و جز ۴۰ آهنگ برتر در رده‌بندی‌های آمریکا قرار گرفت. آهنگ‌های جان ویت همچنین در سایر رسانه‌ها پخش شد از جمله قرار گرفتن آهنگ Missing You در فیلم Warm Bodies می‌توان اشاره نمود. بدون شک می‌توان محبوب‌ترین آهنگ جان ویت را Missing You نامید. این آهنگ همچنین در فیلم‌های دیگر مانند Anochorman 2 و The Legend Continues به عنوان موسیقی متن استفاده شد. در سال ۲۰۰۱ آهنگ Rough & Tumble به رتبه اول در رادیو کلاسیک راک دست یافت. از جان ویت به می‌توان یه عنوان یک هنرمند و موسیقیدان محبوب و موفق یاد کرد.